# Lewis Davis (Unternehmer)
Lewis Davis (* 1829; † 1. Januar 1888 in Mumbles) war ein walisischer Unternehmer.
Lewis war der zweitälteste Sohn des Bergbaupioniers David Davis und seiner Frau Mary Lewis. Sein Vater war ursprünglich Lebensmittelhändler, und als er in den 1840er Jahren zunehmend Bergbauunternehmer wurde, übernahm Lewis das Geschäft in Hirwaun. Als sein Vater in den 1850er Jahren seine unternehmerischen Tätigkeiten ausdehnte, verkaufte Lewis Davis sein Geschäft und übernahm für seinen Vater und seinen ältesten Bruder David, der mit in den väterlichen Betrieb eingestiegen war, den Verkauf der Kohlen in Cardiff. Anfang 1866 übergab sein Vater ihm und seinen drei Brüdern den Betrieb der Firma, zu der Bergwerke bei Aberdare und Ferndale gehörten. Die Brüder führten den Betrieb als Davis and Sons gemeinsam weiter, sein Bruder William zog sich jedoch bereits 1867 aus dem Unternehmen zurück, sein Bruder Frederick starb 1876. Nachdem es 1867 und 1869 zu zwei schweren Bergwerksunglücken in der Ferndale Colliery gekommen war, verlegte Lewis seinen Wohnsitz nach Ferndale, um den Betrieb des Bergwerks besser überwachen zu können. Um das Monopol des Marquess of Bute, der durch den Hafen von Cardiff und die Taff Vale Railway den Kohleexport kontrollierte, zu brechen, beteiligte er sich zusammen mit David Davies an der Errichtung des Hafens von Barry und an der Barry Railway.
Davis war ein tiefreligiöser Mann und unterstützte großzügig die Wesleyanische Kirche. In den 1880er Jahren zog er sich nach Mumbles zurück, wo er starb. Den Betrieb der Bergwerke übernahm sein Sohn Frederick Davis (1863–1920).